# 始祖象
始祖象（Moeritherium，意為來自摩里斯湖的野獸）屬於始祖象科，包括了幾個不同的種。始祖象與象科有親緣關係，與海牛的關係則較遠。始祖象生活於始新世。
始祖象是種類似豬與貘的生物，體型比現代象小很多，肩高只有約70公分，身長約3公尺。一般認為始祖象生活在沼澤與河畔，占據的生態位現在是由河馬所取代，牙齒化石顯示牠們是以柔軟的水生植物為主食。

## 化石

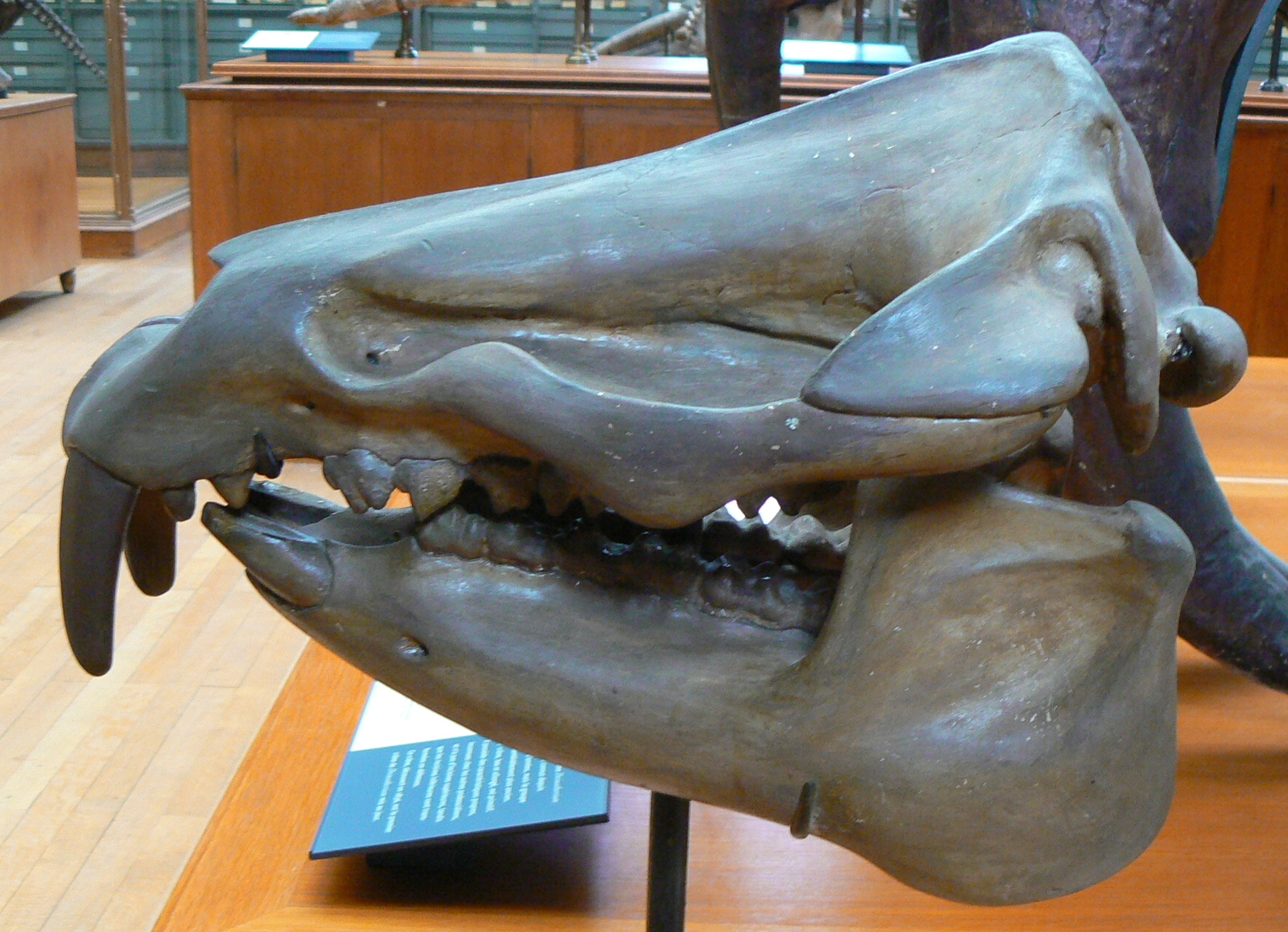
Moeritherium lyonsi的頭骨化石，存放在法國巴黎的法國國立自然史博物館（Muséum national d' histoire naturelle）中

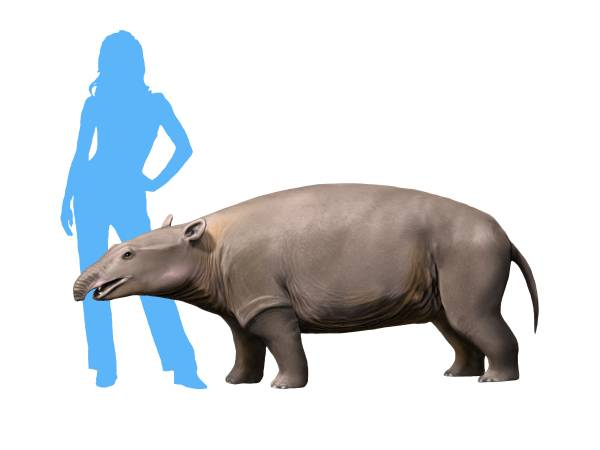
Moeritherium lyonsi与人类的大小对比

查尔斯·威廉·安德鲁斯在1901年根據在埃及費匀（Al Fayyum）的Qasr-el-Sagha地層中發現的化石，描述了一個始祖象的種：Moeritherium lyonsi。安德魯斯然後根據這個地區於1902年在fluvio-marine地層發現的化石，描述了另一個較小的種：纖細始祖象（Moeritherium gracile）。第一具Moeritherium trigodon化石由安德魯斯在1904年於費匀的綠洲地層中發現，牠們的化石也在北非及西非的其他地方被發現。西洛瑟（Schlosser）在1911年將Moeritherium lyonsi分成兩個不同的種：Moeritherium lyonsi與安德魯始祖象（Moeritherium andrewsi）。Moeritherium lyonsi是在Qasr-el-Sagha地層中發現的種，而安德魯始祖象則是於fluvio-marine地層中發現的一個巨大的新種。在2006年時，古生物學家根據在阿爾及利亞發現的始新世晚期的化石，命名了一個最新的種：Moeritherium chehbeurameuri。

## 其他同類
有幾種早期的象生活在始新世，其中有一些就外觀上，相當類似現代象，例如Palaeomastodon。然而始祖象是這個科的一個支系，只擁有粗短的鼻子與短腿。始祖象並不是現代象的始祖，被認為只是長鼻目的一個已滅絕的旁支，並沒有留下任何後代。

## 大眾文化
始祖象也出現在BBC的影集《與野獸同行》（Walking with Beasts）中。